# Murilo Huff
Murilo Huff (Goiânia, 14 de outubro de 1995) é um cantor, 
compositor e instrumentista brasileiro de música sertaneja.

## Biografia
Nascido em Goiânia, filho de Zaida Huff e Dagmar Huff, Murilo começou no cenário musical como compositor. Teve composições gravadas por vários artistas, como Michel Teló, Bruno & Marrone, Lucas Lucco e Naiara Azevedo. Em 2017, Murilo começou a ganhar projeção como compositor, com a gravação de "Transplante", pela cantora e compositora Marília Mendonça. No ano seguinte, a cantora gravou outra composição de Huff, "Bem Pior Que Eu", que também foi um sucesso comercial.
Em 2018, Huff estreou carreira solo e lançou o álbum Pra Ouvir Tomando Uma, que ganhou notoriedade especialmente pela música "Dois Enganados", com participação de Marília, na época sua namorada. O projeto ganhou uma continuação em 2021, chamado Pra Ouvir Tomando Uma 2. As canções "Uma Ex", "Frieza" e "Desejando Eu" receberam, respectivamente, certificações de disco de platina duplo, disco de platina e disco de diamante duplo.

## Vida pessoal
Entre 2018 e 2021, Murilo namorou Marília Mendonça, que morreu em um acidente aéreo em 5 de novembro de 2021. O filho do casal, chamado Léo Dias Mendonça Huff, nasceu em 16 de dezembro de 2019.

## Discografia

### Álbuns ao vivo (DVDs)
- Pra Ouvir Tomando Uma (2018)
- Ao Vivão (2020)
- Pra Ouvir Tomando Uma 2 (2021)
- Ao Vivão 2 (2021)
- Pra Ouvir Tomando Uma 3 (2022)
- Ao Vivão 3 (2022)
- Ao Vivo em Rio Preto (2023)
- Ao Vivo em Fortaleza (2024)
- Ao Vivão 4 (2024)